# Order Zasługi Kulturalnej (Brazylia)
Order Zasługi Kulturalnej (port. Ordem do Mérito Cultural, skr. OMC) – brazylijskie resortowe odznaczenie, ustanowione 23 grudnia 1991 przez prezydenta Fernanda Collora. 
Order ten jest przeznaczony dla Brazylijczyków oraz obcokrajowców i nadawany w uznaniu zasług w rozwoju brazylijskiej kultury. Jego insygnia nadawane są w Dniu Kultury Narodowej 5 listopada każdego roku.
Zgodnie z regulaminem zatwierdzonym 23 listopada 1995 przez prezydenta Fernanda Henrique Cardoso, urzędujący Prezydent Brazylii oraz Minister Kultury są z urzędu odpowiednio wielkim mistrzem oraz kanclerzem orderu, odznaczonymi Krzyżem Wielkim, którego insygnia zachowują po zakończeniu sprawowania tych funkcji.
Jest podzielony na trzy klasy:
- I klasa – Krzyż Wielki (Grã-Cruz);
- II klasa – Komandor (Comendador);
- III klasa – Kawaler (Cavaleiro).